# 吉田定一
吉田 定一（よしだ さだいち、1941年 - ）は、日本の児童文学作家、詩人。
元・白百合女子大学・東京学芸大学講師。関西詩人協会所属。

## 略歴
大阪府出身。児童文学の編集者を経て、詩集「海とオーボエ」で野間児童文芸推奨作品賞を受賞。その後、さまざまな評論や創作をおこなう。

## 作品
- 『かばのさかだち　あいうえお』（ポプラ社） 1978年6月　JP番号：78022668
- 「詩がすきになる本」シリーズ（ポプラ社） 1979年6月
- 『からす からす かんざぶろう』（佼成出版社） 1979年10月
- 『子どものことば・ことばあそび』（童心社） 1979年12月
- 『チンパンジー : ゆかいな人気スター』	（ポプラ社、子ども動物園） 1980年8月　JP番号：80042778
- 『海とオーボエ』（かど創房） 1981年　ASIN B000JBW2I8  - 野間児童文芸推奨作品賞 受賞
- 『うさぎのごちそうなーに』（らくだ出版） 1999年1月　ISBN 978-4897773490）
- 『しゅっぽしゅっぽなーんだ』（らくだ出版）1999年4月　ISBN 978-4897773506）
- 『わたしの胸の夕ぞらに』（てらいんく） 2005年4月　ISBN 978-4925108195）
- 『記憶の中のピアニシモ』(竹林館） 2016年5月　ISBN 978-4-86000-331-9)